# Herbert von Bose
 (novembre 2013).
Si vous disposez d'ouvrages ou d'articles de référence ou si vous connaissez des sites web de qualité traitant du thème abordé ici, merci de compléter l'article en donnant les références utiles à sa vérifiabilité et en les liant à la section « Notes et références ».
Fedor Carl Edward Herbert von Bose, né le 16 mars 1893 à Strasbourg et mort assassiné le 30 juin 1934  à Berlin, a été le directeur de la division presse de la vice-chancellerie (Reichsvizekanzlei) en Allemagne sous le vice-chancelier Franz von Papen.

## Ses débuts
Son père Carl Fedor, de vieille famille saxonne, était à la direction impériale des chemins de fer en Alsace-Lorraine et avait des activités liées au renseignement. Pendant la Première Guerre mondiale, il a servi dans les services de renseignement de la Deutsches Heer ; il a fini comme capitaine avant de continuer ensuite pour la Reichswehr noire et d'aller après exercer ses aptitudes pour la Telegraph Union, dirigée par Alfred Hugenberg.

## Au ministère
En 1931, il a été appelé à travailler pour le ministère d'État prussien et était responsable du département de presse. Il a participé à l'organisation de la conférence d'Harzburg (Harzburger Tagung) ayant formé la brève alliance politique, le Front de Harzburg, des partis de la droite allemande : le Parti national-socialiste des travailleurs allemands (NSDAP) d'Adolf Hitler, le Parti national du peuple allemand et la Fédération agrarienne, la ligue pangermaniste et les paramilitaires des casques d'acier (« Stahlhelm »).
En tant que proche collaborateur de von Papen, von Bose était le chef du département de presse du vice-chancelier ; il a contribué auprès de Jung au discours de Marbourg à l'Université de Marbourg du 17 juin 1934. Ce discours critiquait certains des excès des nazis et appelait à une cessation de la violence et à un retour à la démocratie et au respect du droit.

## Dossier Bose-Tschirschky
Ces deux collaborateurs de von Papen avaient élaboré un dossier à présenter au président Hindenburg pour faire en sorte que l'armée reprenne l'ascendant sur les SA et les SS ; si le discours a été un succès selon William Dodd, ambassadeur américain, le plan a été éventé par Oskar von Hindenburg qui a maladroitement évoqué le plan devant Werner von Blomberg, ministre de la Défense, et Walter von Reichenau, qui était en relation avec Heinrich Himmler et Reinhard Heydrich. Le dossier devait être révélé fin juin.

## Assassiné dans son bureau
Von Bose a été assassiné le 30 juin 1934 par un escadron de SS dans son bureau situé à la vice-chancellerie dirigée par von Papen au cours de la nuit des Longs Couteaux. Dans son ouvrage Au cœur du Troisième Reich, Albert Speer raconte que vingt-quatre heures plus tard, il a vu la flaque de sang qui était encore au sol dans le bureau où von Bose avait été assassiné.